# Торреперохіль
Торреперохіль (ісп. Torreperogil) — муніципалітет в Іспанії, у складі автономної спільноти Андалусія, у провінції Хаен. Населення — 7516 осіб (2010).
Муніципалітет розташований на відстані близько 270 км на південь від Мадрида, 55 км на північний схід від Хаена.
На території муніципалітету розташовані такі населені пункти: (дані про населення за 2010 рік)
- Агуасбланкільяс: 35 осіб
- Торреперохіль: 7481 особа

## Демографія
Динаміка населення (INE ):

## Галерея зображень

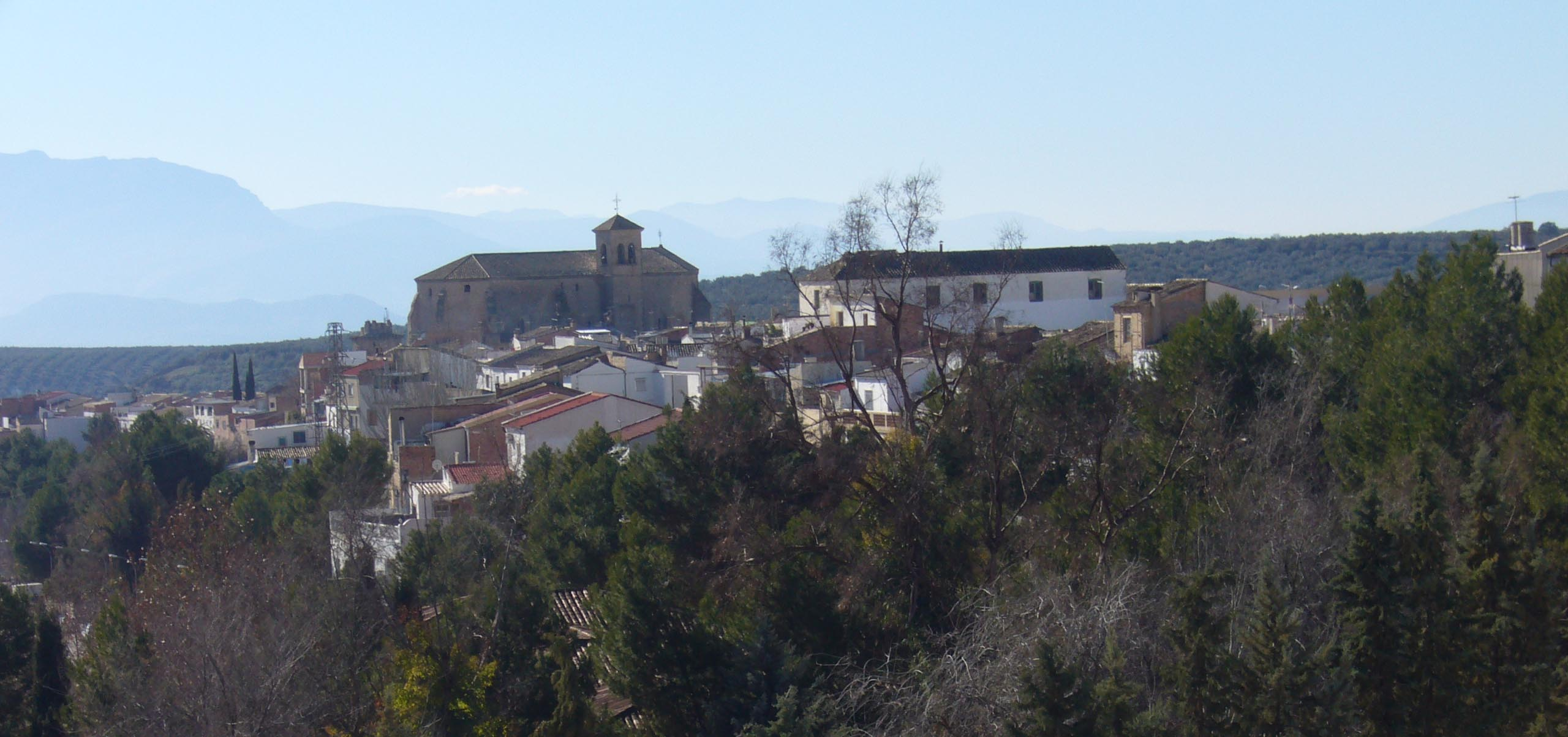
Торреперохіль